# Ain Qana
Ain Qana (arabisch عين قانا, DMG ʿAin Qānā), auch Ainqana, ist ein Dorf und eine Gemeinde im Gouvernement Nabatäa im Südlibanon.
Das Dorf liegt 680 Meter über dem Meeresspiegel, hat eine Fläche von 630 Hektar und eine Bevölkerung von etwa 5600 Personen. Der Gemeinderat von Ain Qana besteht aus fünfzehn Mitgliedern, die von der Bevölkerung für eine Amtszeit von sechs Jahren gewählt werden.
Die Wirtschaft basiert hauptsächlich auf der Landwirtschaft. Zusätzlich zur äußerst schwierigen wirtschaftlichen und finanziellen Lage im Libanon und der begrenzten Mittel des kleinen Dorfes stellte die COVID-19-Pandemie eine große Herausforderung für die Gemeinde dar. Ein Teil der Bevölkerung hatte nicht ausreichend Nahrung. Mit der Erlaubnis der Eigentümer wurden fünfzehn Hektar brachliegendes Land mit Weizen bebaut und von rund 40 Gemeindemitgliedern in Freiwilligenarbeit bewirtschaftet und geerntet. Rund 200 bedürftige Familien erhielten dadurch Weizenmehl im Wert von 50 US-Dollar und 50 Kilogramm Weizenkörner, die zu Bulgur verarbeitet werden konnten, einem wichtigen lokalen Grundnahrungsmittel für den täglichen Bedarf.
Die Einwohner des Dorfes sind mehrheitlich muslimische Schiiten. Das Gebiet steht unter der Kontrolle der libanesisch-schiitischen Hisbollah-Miliz, die sich nach der Invasion der Israelis im Südlibanon (Libanonkrieg 1982) gebildet hat und seither durch den Iran unterstützt wird.

## Nachweise
1. 1 2  Ain Qana Community Support Project, A. Rida Karaki, Bürgermeister von Aïn Qana, abgerufen am 18. Februar 2022.
2. ↑  Michael Lüders: Armageddon im Orient: Wie die Saudi-Connection den Iran ins Visier nimmt. 1. Auflage. C. H. Beck, 2018, ISBN 978-3-406-72791-7, S. 264.